# San Giovanni Bosco (Acireale)
San Giovanni Bosco is een plaats (frazione) in de Italiaanse gemeente Acireale.